# Kelner
Een kelner, ober of bedieningsmedewerk(st)er (een vrouwelijke kelner noemt men serveerster of kelnerin) is iemand die dranken en maaltijden serveert in een horecagelegenheid. Daarnaast verzorgt hij de mise-en-place en voert afsluitende werkzaamheden uit als opruimen en schoonmaken.
De twee woorden zijn van Duitse oorsprong: "der Kellner" en "der Ober". Ober is een verkorting van Oberkellner, dus: chefkelner. Toch wordt elke kelner met 'ober' aangesproken. Het woord kelner betekent van oorsprong: keldermeester of voorraadbeheerder, en is afgeleid van het ongeveer hetzelfde betekenende Latijnse woord cellenarius, ouder: cellarius. De Latijnse C werd als een K uitgesproken.
Op een schip worden dezelfde werkzaamheden uitgevoerd door een hofmeester of steward. In een vliegtuig is het de steward(ess), die nog meer taken heeft. Een steward(ess) ontvangt geen fooien.
Een kelner staat buiten de sociale gemeenschap van de gasten. Dat betekent dat hij niet hoort wat de gasten tegen elkaar zeggen. Bij een barman is dat anders; deze doet vaak actief aan de conversatie mee.

## Vaardigheden
Een goede kelner kan precies onthouden wat de verschillende gasten hebben besteld, maar het is geen schande als hij notities maakt.
Serveren en afruimen doet hij steeds met de rechterhand - zijn linkerhand komt niet op tafel.
Een kelner kan drie borden op zijn linkerarm dragen. Met de rechterhand zet hij ze op tafel. Voor glazen gebruikt hij een dienblad, dat hij op de vlakke linkerhand draagt, zodat hij de glazen met de rechterhand op tafel kan zetten.
Bij het afruimen draagt hij het eerste bord met etensresten en bestek in de linkerhand. De andere borden stapelt hij op zijn pols, waarna hij de etensresten op het eerste bord schuift.

## Hiërarchie
De "klassieke" hiërarchie is als volgt (van hoog naar laag):
- Directeur (ook wel gérant genoemd): hij is verantwoordelijk voor de exploitatie van het restaurant en aanverwante diensten waaronder keuken, bar, magazijn.
- Maître d'hôtel (oberkelner): als chef van de zaalbrigade organiseert hij de service bij de lunches en diners, recepties en banketten, vangt de gasten op, leidt ze naar de tafel, neemt bestellingen op, zorgt voor de zaalbereidingen en helpt bij het voorsnijden. Hij stelt ook het dienstrooster op en verdeelt het bedieningsgeld en de fooien. Hij behoort tot de staf en heeft inspraak in belangrijke beslissingen.
- Tweede oberkelner: In grote zaken met ten minste zeven rangkelners helpt en vervangt hij de oberkelner. Zijn normale verantwoordelijkheid omvat de tafeldienst in enkele rangen van het restaurant.
- Sommelier (wijnkelner): Deze gespecialiseerde arbeidskracht, die niet aan een rang gebonden is, verzorgt de bediening van de wijn. Hij adviseert wijn in harmonie met de gerechten, noteert bestellingen en serveert wijn en andere dranken. Ook bestellingen en het beheer van de wijnkelder behoren tot zijn bevoegdheid. Doorgedreven specialisatie is een vereiste voor de uitoefening van dit beroep.
- Trancheur (voorsnijder): Deze functie, die evenmin aan een rang is verbonden, omvat alle versnijdingen aan tafel, evenals de zorg voor de hors-d'oeuvres en de toontafel.
- Chef de rang (rangkelner): Deze persoon, die de bediening van één rang voor zijn rekening neemt, zal in een à-la-carterestaurant ongeveer een vijftal tafels voor zijn rekening nemen. Hij beheerst de serveer- en versnijtechnieken en laat gerechten aankondigen en afhalen.
- Demi-chef de rang (aankomende rangkelner): Deze ligt tussen rangkelner en ranghelper en wordt gecreëerd wanneer de betrokken persoon te jong is of wanneer het bedieningsgeld het nog niet toelaat. Hij loopt bijgevolg een klein rayon (1 à 2 tafels). Bij een banketdienst treedt hij als een volwaardige rangkelner op.
- Commis de rang (ranghelper): hij staat de rangkelner bij in de rang, waar hij zorgt voor het aanpassen van bestek en garnituren en voor het klaarzetten van de diensttafel.
- Commis débarrasseur (afruimer/afhaaljongen): Deze beginneling, die meestal niet verder komt dan de afruimtafel, brengt al het gebruikte materieel naar de afwasplaats, rangschikt wat proper is en wordt vooral ingeschakeld bij onderhoudstaken (mastiek). Ook moet hij schotels en garnituren in de keuken afhalen en deze aan de gast voorstellen.
- Apprenti (leerjongen): Deze jonge kracht onder leercontract, die nauwelijks of niet de hotelschool heeft bezocht, zorgt voor de orde aan de dientafels en het office. Hij staat tevens in voor de toevoer van materiaal in de diverse rangen.

Het inkomen van een bedieningsmedewerker bestaat uit het vaste salaris en fooien. De verhouding tussen beide is afhankelijk van het land.
Bovengenoemde personeelsbezetting wordt voornamelijk door luxebedrijven gevoerd. Door de bank genomen bestaat de staf uit: oberkelner, rangkelner, ranghelper. In weer andere gevallen spreekt men van een restaurantmanager en kelners. Zij worden eventueel bijgestaan door hulpkelners, die ook wel luiklopers worden genoemd, voor het transport van keukenluik naar gastentafel.

## Oorspronkelijke betekenis van het begrip Kellner
Het begrip Kellner of in Zuid-Duitsland en Luxemburg Keller stond van de middeleeuwen tot in de 18e eeuw ook voor een feodaal bestuursambtenaar, een soort rentmeester. Het herenhuis of kasteeltje, waar zo iemand, meestal een lid van de lage adel of vanaf de 16e eeuw een aanzienlijk burger, resideerde, heette een Kell(n)erei. Een voorbeeld is het Vest Recklinghausen dat namens het keurvorstendom Keulen door een Kellner werd bestuurd. Deze resideerde op Kasteel Horneburg bij Datteln. Wellicht is de aanduiding van het huidige horecaberoep hiervan afgeleid.

## Meer lezen
- (en) Draoulec, Pascale Le, Who's who in the dining room. Los Angeles Times (24 oktober 2007). Gearchiveerd op 19 maart 2023. , een verklarende woordenlijst van jargon voor functies in Noord-Amerikaanse horeca.